# Горња Лука
Горња Лука (алб. Llukë e Epërme) је насељено место у општини Дечани, на Косову и Метохији. Према попису становништва из 2011. у насељу је живеo 1.451 становник.

## Становништво
Према попису из 2011. године, Горња Лука има следећи етнички састав становништва:
| Националност | 2011.           |
| Албанци      | 1.451 (100,00%) |
| Укупно       | 1.451           |

| Демографија | Демографија | Демографија |
| Година      | Становника  | Становника  |
| ----------- | ----------- | ----------- |
| 1948.       | 573         |             |
| 1953.       | 598         |             |
| 1961.       | 680         |             |
| 1971.       | 848         |             |
| 1981.       | 1.122       |             |
| 1991.       | 1.307       |             |
| 2011.       | 1.451       |             |